# Huntingdon and Peterborough

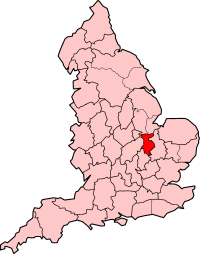
Die ehemalige Grafschaft Huntingdon and Peterborough (1965–1974)

Huntingdonshire and Peterborough war für einige Jahre eine Grafschaft in England.
Sie wurde 1965 durch die Vereinigung von Soke of Peterborough und Huntingdonshire – beides sehr kleine Grafschaften – gebildet, um sie zu einer brauchbaren Verwaltungseinheit zu machen. Dieser Versuch wurde als Fehler erachtet und das Gebiet kam 1974 zur Grafschaft Cambridgeshire.

## Städte in Huntingdon and Peterborough
- Peterborough
- Huntingdon

Koordinaten: 52° 21′ N, 0° 11′ W